# Verbandsgemeinde Hermeskeil
Hermeskeil is een verbandsgemeinde in het Duitse district Trier-Saarburg
in de Duitse deelstaat Rijnland-Palts.

## Gemeenten
1. Bescheid
2. Beuren
3. Damflos
4. Geisfeld
5. Grimburg
6. Gusenburg
7. Stadt Hermeskeil
8. Hinzert-Pölert
9. Naurath
10. Neuhütten
11. Rascheid
12. Reinsfeld
13. Züsch